# Jorge Carlos Fonseca

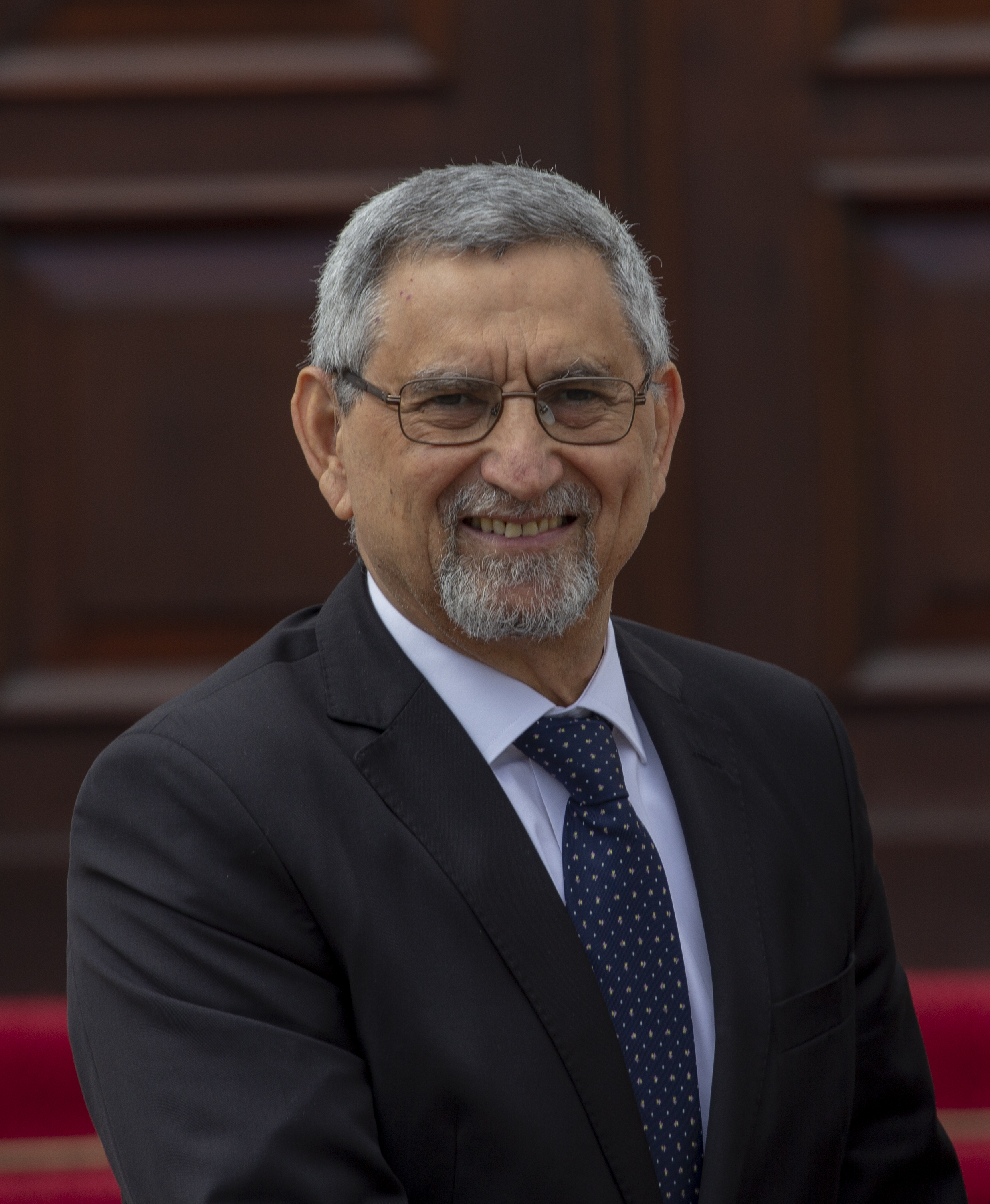
Jorge Carlos Fonseca 2019

Jorge Carlos Fonseca (* 20. Oktober 1950 in Mindelo) ist ein kap-verdischer Politiker. Von 2011 bis 9. November 2021 war er Präsident von Kap Verde. Er war Gründungsmitglied  der Partei Movimento para a Democracia.
Jorge Fonseca wurde als Sohn portugiesisch-afrikanischer Eltern geboren. Er absolvierte die Grund- und Sekundarschulbildung zwischen Praia und Mindelo und später seine Hochschulausbildung in Lissabon. Fonseca studierte an der Universität Lissabon Rechtswissenschaften und Politik. An dieser Universität hatte er später eine Gastprofessur.
Fonseca ist mit Lígia Fonseca verheiratet.

## Karriere
Von 1975 bis 1979 arbeitete Fonseca im Außenministerium seines Landes. Zwischen 1982 und 1990 war er graduierter Lehrassistent an der juristischen Fakultät der Universität Lissabon, 1987 Gastprofessor für Strafrecht am Institut für Gerichtsmedizin in Lissabon und ständiger Direktor und eingeladener außerordentlicher Professor am Studiengang für Rechtswissenschaften und öffentliche Verwaltung 1989 und 1990 an der University of Asia Oriental Macau.
1991 und 1993 war Fonseca Außenminister und trat (erfolglos) erstmals bei den Wahlen 2001 als Präsidentschaftskandidat an. Im August 2011 bewarb er sich erneut um die Präsidentschaft, diesmal mit Unterstützung der MpD. Er belegte in der ersten Runde den ersten Platz und erhielt 38 % der Stimmen; In der zweiten Runde traf er auf den von der Afrikanischen Partei für die Unabhängigkeit Kap Verdes (PAICV) unterstützten Kandidaten Manuel Inocêncio Sousa und setzte sich mit 54,16 % durch. Er trat sein Amt als Präsident am 9. September 2011 an und wurde damit Kap Verdes vierter Präsident seit der Unabhängigkeit im Jahr 1975.
Fonseca war Assistenzprofessor und Vorstandsvorsitzender des Instituts für Rechts- und Sozialwissenschaften auf den Kapverden. Er ist auch Gründer und Vorstandsvorsitzender der Stiftung „Direito e Justiça“, Gründer und Direktor der Zeitschrift „Direito e Cidadania“, Mitarbeiter der Zeitschrift „Revista Portuguesa de Ciência Criminal“ und Mitglied der Redaktion Vorstand der „Revista de Economia e Direito“ der Universidade Autónoma de Lisboa. Fonseca hat mehrere Bücher geschrieben und über fünfzig wissenschaftliche und technische Arbeiten zum Thema Recht sowie zwei Gedichtbände veröffentlicht. Er wurde mehrfach vom Staat Kap Verde ausgezeichnet und ist Inhaber des Status eines Freiheitskämpfers des Landes.